# Пенья-де-Франса (Португалия)
Пе́нья-де-Фра́нса (порт. Penha de França) — район (фрегезия) в Португалии, входит в округ Лиссабон. Является составной частью муниципалитета Лиссабон. Находится в составе крупной городской агломерации Большой Лиссабон. По старому административному делению входил в провинцию Эштремадура. Входит в экономико-статистический субрегион Большой Лиссабон, который входит в Лиссабонский регион. Население составляет 27 967 человек (2011). Плотность: 10 319,9 чел/км².
Покровителем района считается Дева Мария (порт. Nossa Senhora da Penha de França).

## История
Район основан указом от 13 апреля 1918 года.
Занимал площадь 0,66 км², но после административной реформы, которая была подписана 8 ноября 2012 года и официально вступила в силу после проведения муниципальных выборов в 2013 году, площадь увеличилась до 2,71 км².